# Charles Garland

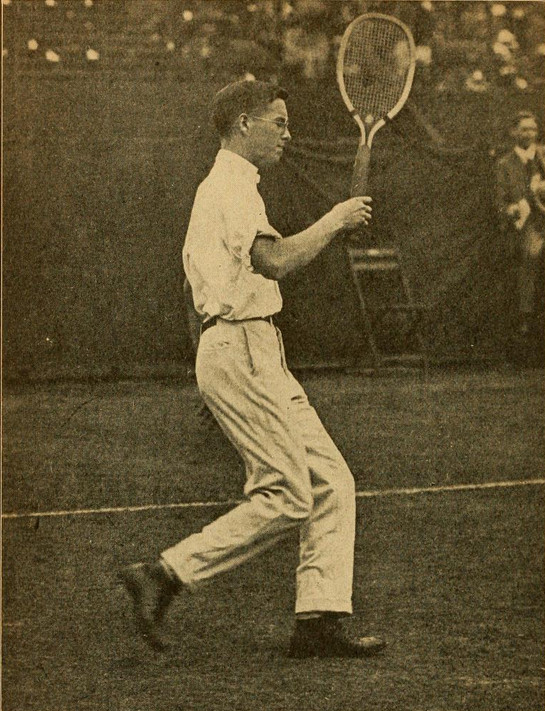
Charles Garland

Charles „Chuck“ Stedman Garland (* 29. Oktober 1898 in Pittsburgh, Pennsylvania; † 28. Januar 1971 in Baltimore, Maryland) war ein US-amerikanischer Tennisspieler.
Garland studierte an der Yale University. Im Intercollegiate Championship 1919 gewann er im Einzel und im Doppel.
Zusammen mit seinem Landsmann Richard Norris Williams gewann er die Doppelkonkurrenz von Wimbledon 1920 gegen Algernon Kingscote und James Parke in vier Sätzen mit 4:6, 6:4, 7:5 und 6:2.
Garland wurde 1969 in die International Tennis Hall of Fame aufgenommen.